# William Neile
William Neile ou William Neil est un mathématicien britannique né le 7 décembre 1637 et mort le 24 août 1670. L'un des membres fondateurs de la Royal Society, on lui doit la rectification de la parabole semi-cubique. Ce résultat, publié par John Wallis, démontre qu'il est possible de calculer la longueur d'un arc d'une courbe algébrique, ouvrant la voie au calcul infinitésimal.

## Biographie
William Neile naît à Bishopthorpe en Angleterre le 7 décembre 1637. Il est le fils aîné de Paul Neile (en), homme politique et astronome anglais, et le petit-fils de Richard Neile, archévêque de York. Il entre au Wadham College de l'Université d'Oxford en 1652. Parmi ses enseignants se trouvent les scientifiques John Wilkins et Seth Ward.
En 1657, il étudie au Middle Temple. La même année, William Neile calcule la valeur exacte de la longueur d'un arc, aussi appelée « rectification », de la parabole semi-cubique, puis communique son résultat à William Brouncker, Christopher Wren et d'autres scientifiques reliés au Gresham College. Sa démonstration est publiée par John Wallis dans son De Cycloide (1659). La forme générale de la rectification à l'aide d'une intégrale définie a été découverte en premier par Hendrik van Heuraet en 1659. En 1673, Wallis affirme que Christian Huygens, qui avance pour sa part avoir influencé les travaux de Heuraet, a ignoré la priorité de Neile,.
Neile est élu fellow de la Royal Society le 7 janvier 1663 puis membre du conseil le 11 avril 1666. Il participe aux travaux de la société sur la théorie du mouvement, en tant que critique de l'approche empiriste soutenu par d'autres membres. Sa théorie du mouvement est négligée à la suite de critiques de Wallis en 1667 ; une révision est communiquée à la Royal Society le 29 avril 1669. Neile s'est objecté à la théorie de Wren (1668) sur les collisions parce qu'il n'y a aucune mention de causalité ; il a aussi demandé des débats sur la nature de la quantité de mouvement. Les travaux de Neile ont été principalement influencés par les écrits de Thomas Hobbes dans son De Corpore,,.
William Neile a effectué des observations astronomiques à l'aide d'instruments érigés sur le toit de la maison paternelle à White Waltham dans le Berkshire, où il est mort à l'âge de 32 ans. Un monument en marbre blanc est érigé dans la paroisse de White Waltham pour commemorer ses travaux. Il a été membre du Conseil privé de Charles II.